# Cristoval
Cristoval ist eine Gemeinde (Freguesia) im nordportugiesischen Kreis Melgaço. Sie ist die nördlichste Gemeinde Portugals.

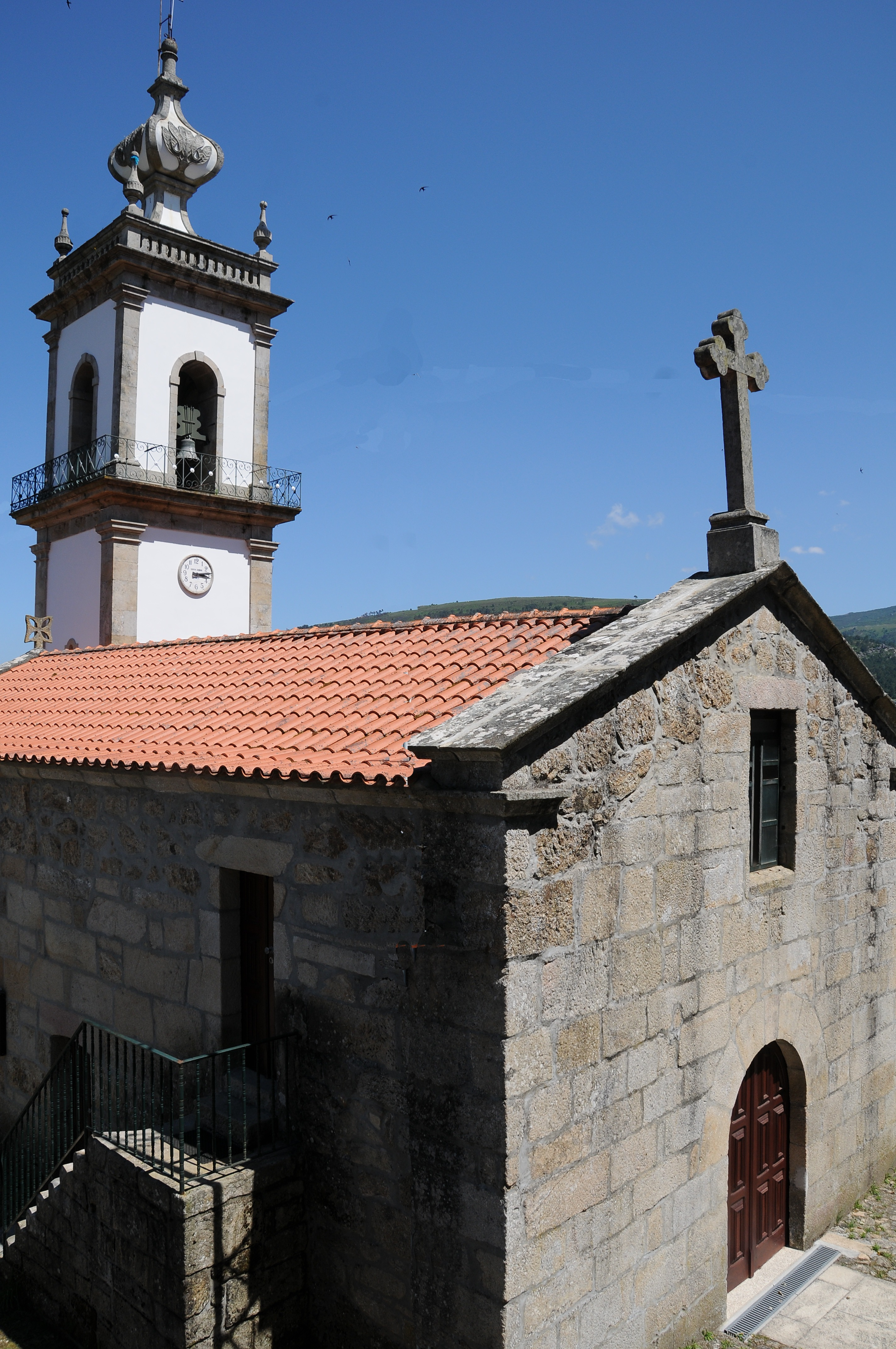
Kirche von Cristoval

 In ihr leben 422 Einwohner (Stand 19. April 2021). 